# Pauline Steinhäuser
Pauline Maria Luise Steinhäuser, geb. Francke (* 25. Dezember 1809 in Güstrow; † 21. Juni 1866 in Karlsruhe) war eine deutsche Historien- und Genremalerin.

## Leben
Pauline Francke war die Tochter des Güstrower Dompredigers und späteren Superintendenten Peter Heinrich Francke (1766–1838) und dessen zweiter Ehefrau Helene Elisabeth Henriette Augustine, geb. von Kamptz. Der Naturheilkundler und Fachschriftsteller Heinrich Friedrich Francke war eines ihrer zwölf Geschwister.
Sie studierte Malerei zunächst in Berlin, dann in Dresden bei Friedrich Matthäi und schließlich gemeinsam mit Louise von Meyern-Hohenberg in Weimar als Schülerin von Louise Seidler. Unter deren Anleitung arbeitete sie bis zum Sommer 1832 in Seidlers Atelier an ihrem Gemälde Das Erwachen des Frühlings, das sie noch im selben Jahr zur Ausstellung nach Berlin sandte.
Mit Bettina von Arnim pflegte sie einen regen Briefwechsel. 1834 kehrte sie nach Güstrow zurück, um ihre Eltern zu pflegen. Nach deren Tod im Jahr 1839 zog sie mit ihrer Schwester Auguste (1817–1869) nach Rom. Dort heiratete sie 1840 den Bildhauer Carl Steinhäuser, den sie 1832/1833 im Salon von Bettina von Arnim kennengelernt hatte und mit dem sie seit 1834 verlobt war. 1844 konvertierte sie zur römisch-katholischen Kirche, ihr Ehemann folgte ihrem Beispiel vier Jahre später. Ihre Schwester Auguste heiratete in Rom den Epigraphiker Wilhelm Henzen.
Als ihr Mann 1863 eine Professur an der Kunstschule zu Karlsruhe erhielt, zog das Paar dorthin. Sie hatten zwei Kinder: die Tochter Maria (verheiratete Bellardi), die in Rom blieb, und den Sohn Johannes, der als Bildhauer und Unternehmer (Laaser Marmor) in Laas lebte.

## Werke (Auswahl)
- Porträt des Bildhauers Johann Karl Friedrich Riese, Zeichnung auf Papier 1832, Kupferstichkabinett Dresden
- Der jugendliche Johannes, Öl auf Leinwand, 1846, SSGK-MV
- Christus und die Samariterin, Öl auf Leinwand, 1854, SSGK-MV
- Erzengel Michael, Öl auf Leinwand, 1854, SSGK-MV
- Kreuzigung (Altargemälde), Öl auf Leinwand, 1863, Dorfkirche Diedrichshagen